# Erika Scharf
Erika Scharf (n. 21 iunie 1929, Timișoara – d. 2008)  a fost o traducătoare și scriitoare de limba germană din Banat, România.

## Viața
Într-un interviu, Eerika Scharf a declarat că este „un adevărat produs al lumii austro-ungare”: o bunică s-a născut la Zagreb, cealaltă la Praga, tata la Budapesta, iar mama la Timișoara.
A urmat gimnaziul și Liceul „Notre Dame” din Timișoara, continuând apoi la Facultatea de Filologie a Univesității de Vest din Timișoara, secția română-germană, un semestru 1964.
A lucrat inițial ca bibliotecară la Teatrul Național din Timișoara (1955–1964), începând să lucreze și ca traducătoare, din 1963.
S-a angajat apoi bibliotecară la Teatrul German de Stat din Timișoara (1964–1970), și redactor la „Banater Zeitung” (1970–1972).
A colaborat la: „Neuer Weg”, „Banater Zeitung”, „Neue Literatur”, Radio Timișoara, TV etc.
A fost membră a cenaclului literar german „Adam Müller-Guttenbrunn” din Timișoara, organizat de filiala din Timișoara a Uniunii Scriitorilor din România, din care făceau parte printre alții Nikolaus Berwanger, Herta Müller, Richard Wagner, Johann Lippet, William Totok, Rolf Bossert, Joachim Wittstock, Franz Liebhard, Horst Samson și Balthasar Waitz.

## Distincții
- Premiul Cenaclului „Adam Müller-Guttenbrunn” (1989);
- Premiul Uniunii Scriitorilor din România, Filiala Timișoara (1993);
- Premiul de excelență al Uniunii Scriitorilor din România, Filiala Timișoara (1999).
- Premiul Nikolaus Berwanger pe anul 2002, pentru proză, acordat de Uniunea Scriitorilor din România, filiala Timișoara.

## Scrieri proprii
- Strandgut, Editura Artpress, Timișoara, 2002

## Traduceri
- Der letzte Magier (în germană din Mihail Sadoveanu), Editura Facla, Timișoara, 1973
- Das übermütige Fischlein (Kinderbuch) Editura Ion Creangă, București, 1975.
- Erzählungen aus dem Krieg(în germană din Povestiri din război de Mihail Sadoveanu), Editura Facla, Timișoara, 1977
- Honigmond (din George Călinescu), Editura Facla, Timișoara, 1981
- Der goldene Zweig (versinea germană pentru romanul istoric Creanga de aur de Mihail Sadoveanu), Editura Kriterion, București, 1986. și Verlag der Nation, ISBN 10: 3-373-00189-7; ISBN 13: 978-3-373-00189-8
- Hotel Mimose piesă de Pierre Chesnot, pusă în scenă de Teatrul German de Stat Timișoara
- Notre Dame versiunea în limba germană a lucrării istoricului și criticului de artă Szekernyes Janos
- Abends ankern die Augen (versuri de Reiter Róbert) Traducere în germană de autor și Erika Scharf, 1989 ISBN 3-85129-016-X
- Ein rumänischer Dichter und die deutsche Literatur Mircea Vaida-Voevod, Hildesheim, Zürich, New York 1992;
- Friedenssehnsucht der Liebe. Gedichte. (poezii de Franz Márton, din limba maghiară), Editura Mirton, Timișoara, 2004, ISBN 973-661-295-3